# В лучшем мире (4-й сезон)
Четвертый сезон американского телесериала  «В лучшем мире» премьера которого состоялась на канале NBC 26 сентября 2019 года, а заключительная серия сезона вышла 30 января 2020 года. Данный сезон состоит из четырнадцати эпизодов.

## Сюжет
Элеанор Шелстроп просыпается в загробном мире под названием «Хорошее место». Здесь красивые зелёные луга застилает светом яркое солнце и обдувает приятный летний ветерок, да ещё проводник Майкл любезно объясняет прибывшим, что они умерли.
В Хорошее место люди попадают за хорошие поступки, однако, вспоминая свою прошлую жизнь, Элеанор понимает, что попала сюда по ошибке. Она вовсе не заслуживает райского уголка. Всё, что ей остаётся — соответствовать моральным качествам местных жителей и не выдавать свою истинную натуру.

## В ролях

### Основной состав
- Кристен Белл - Элеанор Шеллстроп
- Уильям Джексон Харпер - Чи́ди Анагони́
- Джамила Джамил - Таха́ни Аль-Джамиль
- Мэнни Хасинто - Джейсон Мендоса / «Джуа́ни»
- Д’Арси Карден — Джанет
- Тед Дэнсон — Майкл

## Эпизоды
| № общий | № в сезоне | Название                                                                   | Режиссёр            | Автор сценария            | Дата премьеры    | Произв. код | Зрители в США (млн) |
| ------- | ---------- | -------------------------------------------------------------------------- | ------------------- | ------------------------- | ---------------- | ----------- | ------------------- |
| 40      | 1          | «Девушка из Аризоны часть 1» «A Girl from Arizona - Part 1»                | Дрю Годдард         | Кассия Миллер & Эндрю Лоу | 26 сентября 2019 | 401         | 2.42                |
| 41      | 2          | «Девушка из Аризоны часть 2» «A Girl from Arizona - Part 2»                | Дрю Годдард         | Кассия Миллер & Эндрю Лоу | 3 октября 2019   | 402         | 2.11                |
| 42      | 3          | «Расслабляюсь» «Chillaxing»                                                | Аня Адамс           | Аиша Мухаррар             | 10 октября 2019  | 403         | 1.92                |
| 43      | 4          | «Лудильщик, портной, демон, шпион» «Tinker, Tailor, Demon, Spy»            | Морган Сэкетт       | Корд Джефферсон           | 17 октября 2019  | 404         | 2.02                |
| 44      | 5          | «Сотрудник компании Bearimy» «Employee of the Bearimy»                     | Бет МакКарти-Миллер | Джо Манде                 | 24 октября 2019  | 405         | 1.91                |
| 45      | 6          | «Загадка драйвера Чипа» «A Chip Driver Mystery»                            | Стив Дэй            | Лиззи Пэйс                | 31 октября 2019  | 406         | 2.21                |
| 46      | 7          | «Помогать другим людям» «Help Is Other People»                             | Бет Маккарти-Миллер | Дэйв Кинг                 | 7 ноября 2019    | 407         | 1.98                |
| 47      | 8          | «Похороны, чтобы закончить все похороны» «The Funeral to End All Funerals» | Кристен Белл        | Джош Сигал & Дилан Моран  | 14 ноября 2019   | 408         | 2.06                |
| 48      | 9          | «The Answer»                                                               | Неизвестно          | Неизвестно                | 21 ноября 2019   | 409         | 2.05                |
| 49      | 10         | «You've Changed, Man»                                                      | Неизвестно          | Неизвестно                | 9 января 2020    | 410         | 2.08                |
| 50      | 11         | «Mondays, Am I Right?»                                                     | Неизвестно          | Неизвестно                | 16 января 2020   | 411         | 1.93                |
| 51      | 12         | «Patty»                                                                    | Неизвестно          | Неизвестно                | 23 января 2020   | 412         | 2.12                |
| 5253    | 1314       | «Whenever You're Ready»                                                    | Неизвестно          | Неизвестно                | 30 января 2020   | 413-414     | 2.32                |

## Производство

### Разработка
4 декабря 2018 года телеканал NBC продлил телесериал на четвертый сезон.